# Dudley (Georgia)
Dudley è una città degli Stati Uniti d'America, situata in Georgia, nella Contea di Laurens.